# Licmocera lyonetiella
Licmocera lyonetiella is een vlinder uit de familie wilgenroosjesmotten (Momphidae). De wetenschappelijke naam van deze soort is voor het eerst geldig gepubliceerd in 1891 door Walsingham.
De soort komt voor in tropisch Afrika.